# Kostel Navštívení Panny Marie (Lechovice)
Kostel Navštívení Panny Marie v Lechovicích na Znojemsku je významnou stavbou vybudovanou v barokním slohu. Je chráněn jako kulturní památka. Jde o farní kostel farnosti Lechovice.

## Historie
Plány dvouvěžového kostela vypracoval tyrolský barokní stavitel Christian Alexander Oedtl v roce 1717. Realizátorem stavby, kterou financoval klášter v Louce, se v letech 1718-1722 stal vídeňský stavitel Kristián Damel. V roce 1722 byla dokončena jen stavba kostela, věže byly zřejmě dobudovány až o šest let později. Autorem fresek v interiéru kostela je malíř Jan Michael Fissé.

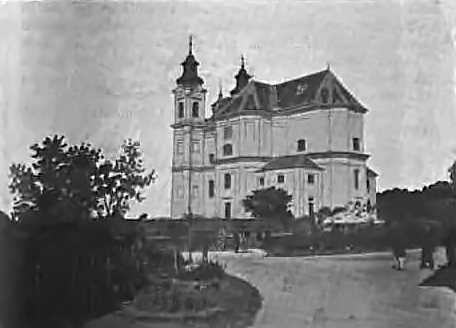
Kresba kostela z roku 1904, autor neznámý

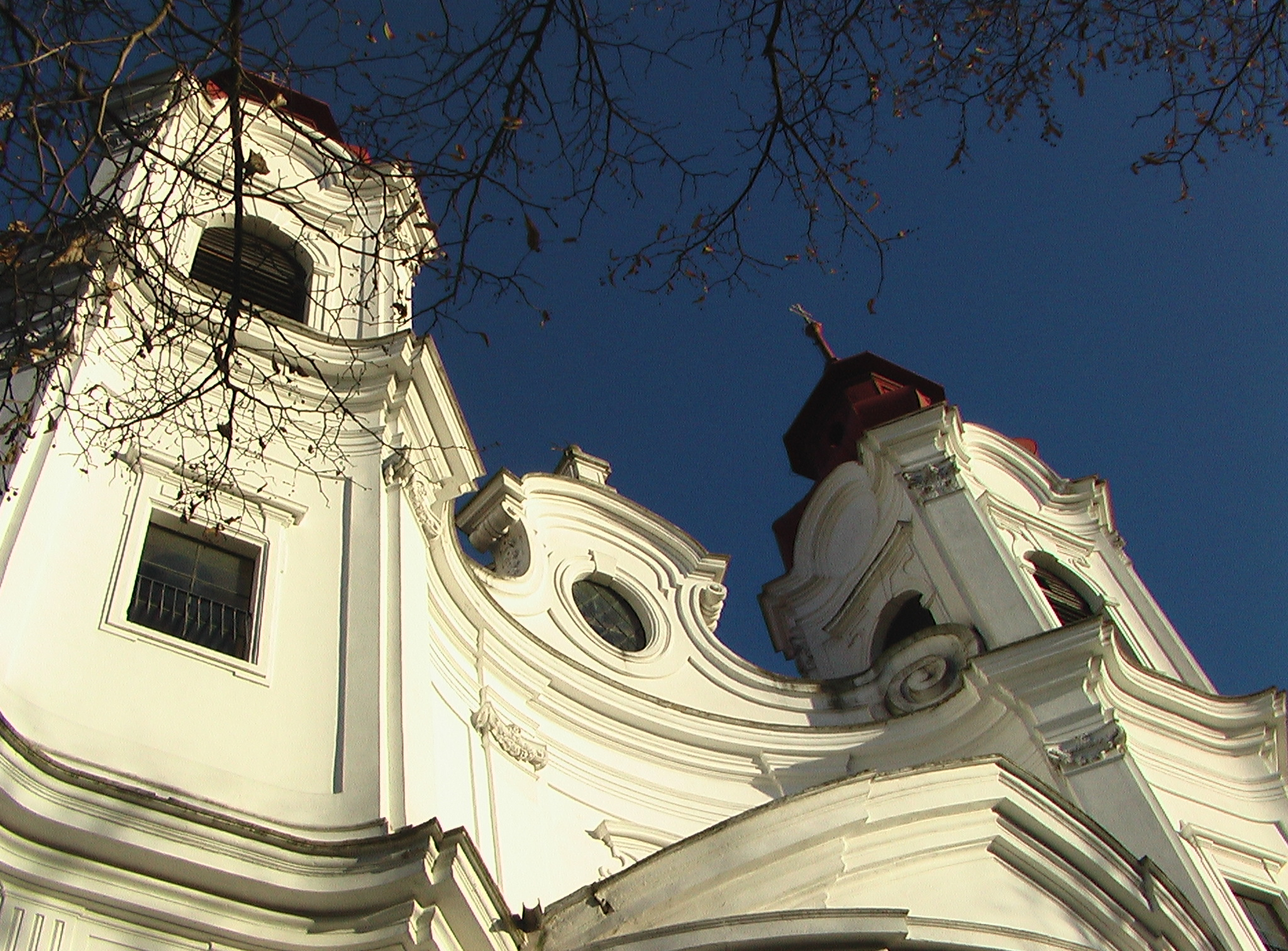
Detail průčelí kostela

Dne 21. září 1723 na svátek sv. apoštola Matouše byla v procesí vysokých duchovních představitelů do nového kostela přenesena místní slavná socha Panny Marie s Ježíškem. Mezi přítomným duchovenstvem byl i novic Prokop Diviš, pozdější vynálezce hromosvodu, který působil na faře v Příměticích u Znojma. O tři roky později zde měl svou primici.
Jedna z kostelních věží sloužila od roku 1728 jako hodinová, druhá jako zvonice, opatřená čtyřmi zvony.
V listopadu 1805 a znovu v roce 1809 vyplenili kostel francouzští vojáci. V roce 1871 zničil požár levou věž. Za první světové války byly zrekvírovány tři zvony, největší a nejstarší morový zvon Maria z roku 1680 ve zvonici zůstal.
Za druhé světové války kostel obsadili němečtí vojáci, kvůli čemuž se stal cílem náletů ruských letadel. K několika přímým zásahům, které rozbily střechu, poškodily klenbu, fresky a způsobily další škody, došlo při náletech jediný den před koncem války, 7. května 1945. Pod vedením pražského architekta Jaroslava Čermáka pak dva roky probíhaly opravy.